# Birth of the Cool
Birth of the Cool è un album di Miles Davis pubblicato nel 1957 dalla Capitol Records. Raccoglie una serie di brani registrati e pubblicati come 78 giri fra il 1949 e il 1950 e, nel 1954, su un LP da 10 pollici intitolato Classics in Jazz
È tra i dischi più noti e influenti all'interno del cool jazz, ma tuttavia non è il primo, come sembrerebbe suggerire il titolo. Nel 1982 Birth of the Cool vinse il Grammy Hall of Fame Award.

## Descrizione

### Storia
L'album, pubblicato con questo titolo nel 1957, raccoglie le dodici tracce registrate nel 1949 e nel 1950 da una atipica formazione, il cosiddetto "nonetto", capitanata da Miles Davis e raccoltasi intorno all'arrangiatore canadese Gil Evans, della quale fecero parte anche Gerry Mulligan, John Lewis, Lee Konitz, Max Roach e altri.
L'incontro tra Evans e Davis avvenne nel 1947. Con il giovane Gerry Mulligan e con il pianista John Lewis si formò un gruppetto di musicisti interessati a sviluppare delle idee musicali nuove, moderne, in grado di superare il bebop.
Lo spunto per Gil Evans era quanto aveva già fatto per l'orchestra di Claude Thornhill e della quale era stato l'arrangiatore (tra i suoi arrangiamenti c'era anche Donna Lee di Miles Davis, pezzo attribuito spesso a Charlie Parker). Suonare musica non urlata potendo utilizzare strumenti particolari come la tuba o il corno francese, agendo soprattutto sul registro medio, vista l'estensione di questi strumenti, senza cercare la spettacolarità di certo bebop nel quale ormai si faceva a gara per raggiungere le note più acute a discapito della musicalità.
Gil Evans, pur dando un qualche contributo diretto durante le sessioni in studio, fu principalmente l'ispiratore e funse da "eminenza grigia" per il gruppo negli incontri che si svolsero nel suo appartamento di New York, sopra una lavanderia cinese.
Miles Davis, che all'epoca faceva ancora parte del quintetto di Charlie Parker, stava anche lui cercando un'alternativa al bebop e alle piccole formazioni tipiche dell'epoca nelle quali suonava. Nel 1947 aveva già iniziato a staccarsi pian piano dal suo nume tutelare per organizzare una cerchia allargata di musicisti con cui collaborava su diversi progetti.
Fervevano le discussioni, si parlava delle strade da percorrere per innovare il bebop. Su questo punto Evans aveva già ottenuto notevoli risultati arrangiando alcuni pezzi di Charlie Parker per l'orchestra di Thornhill. Anche se poi Evans abbandonò il progetto per contrasti artistici con Davis, fu lui (insieme a Gerry Mulligan), ad individuare la struttura del nonetto formato da una solidissima sezione fiati (tromba, trombone, corno francese, tuba, sax contralto e sax baritono) accompagnata da una sezione ritmica di pianoforte, batteria e contrabbasso.
Il nonetto (poi conosciuto informalmente anche come tuba band) tenne pochi concerti dal vivo - principalmente nel corso di un primo ingaggio di due settimane verso la fine di agosto e l'inizio di settembre del 1948 al Royal Roost a New York. Presentato come "Miles Davis Band" o "Miles Davis Organisation", il gruppo era inizialmente composto da Miles Davis, Gerry Mulligan e John Lewis che coinvolsero nel progetto anche il sassofonista contralto Lee Konitz e il batterista Max Roach. Più tardi fecero parte del gruppo altri reduci del bebop come Kenny Clarke e J.J. Johnson. Il gruppo iniziale comprendeva anche il giovane trombonista Mike Zwerin, Bill Barber alla tuba, Junior Collins al corno francese e Al McKibbon al contrabbasso. Kenny Hagood, l'ex cantante di Dizzy Gillespie, cantava in alcuni brani.
La grande novità fu il cartello posto all'ingresso del locale che, cosa del tutto nuova per l'epoca, accreditava gli arrangiatori del gruppo: Gerry Mulligan, Gil Evans e John Lewis.
Il gruppo fu di nuovo al Royal Roost in settembre e poi, brevemente, all'inizio dell'anno seguente, ma il nonetto, finanziariamente poco remunerativo, fu costretto a sciogliersi.
Nel 1949 Miles Davis ottenne un contratto dalla Capitol Records per registrare dodici tracce da pubblicare su dischi 78 giri. Il nonetto fu così ricostituito per tre sessioni di registrazione nel gennaio ed aprile del 1949 e nel marzo del 1950. Davis, Konitz, Mulligan e Barber furono gli unici a partecipare a tutte e tre le sessioni. La struttura strumentale del gruppo non fu mai cambiata (salvo l'omissione del pianoforte in alcune canzoni). Allo stesso modo gli arrangiamenti dei brani rimasero sostanzialmente gli stessi dei tempi del Royal Roost.
Nella prima session del 21 gennaio 1949 vennero registrati quattro pezzi: Move, Jeru, Budo e Godchild. I musicisti presenti in quell'occasione erano: Miles Davis (tromba), Kai Winding (trombone), Junior Collins (corno francese), Bill Barber (tuba), Lee Konitz (sax contralto), Gerry Mulligan (sax baritono), Al Haig (pianoforte), Joe Shulman (contrabbasso) e Max Roach (batteria).
Anche la seconda session (22 aprile 1949) vide l'incisione di quattro canzoni -  Venus De Milo, Boplicity, Israel e Rouge - ma con un organico differente rispetto al precedente con un paio di avvicendamenti ai fiati e il rinnovamento di tutta la sezione ritmica: Miles Davis (tromba), J.J. Johnson (trombone), Sandy Siegelstein (corno francese), Bill Barber (tuba), Lee Konitz (sax contralto), Gerry Mulligan (sax baritono), John Lewis (pianoforte), Nelson Boyd (contrabbasso) e Kenny Clarke (batteria).
Altri quattro pezzi - Moon Dreams, Deception, Rocker e Darn That Dream - ed altra formazione anche nella terza session del 9 marzo 1950. Questa volta il nonetto era composto da: Miles Davis (tromba), J.J. Johnson (trombone), Gunther Schuller (corno francese), Bill Barber (tuba), Lee Konitz (sax contralto), Gerry Mulligan (sax baritono), John Lewis (pianoforte), Al McKibbon (contrabbasso) e Max Roach (batteria) cui si aggiunse, in un pezzo, il cantante Kenny Hagood.
Move e Budo furono pubblicate nel marzo del 1949 come 78 giri, mentre il mese successivo vennero pubblicate Jeru e Godchild. Nel 1950 fu la volta di un 78 giri con Boplicity e Israel e quindi di uno con Venus de Milo e Darn That Dream. Nel 1954 otto tracce furono raccolte in un LP da 10 pollici nella Capitol Jazz Series e nel 1957 vennero aggiunte le tre rimanenti tracce strumentali (Move, Budo e Boplicity) in un LP da 12 pollici a cui fu dato il titolo attuale. Darn That Dream, cantata da Hagood, fu aggiunta nella riedizione del 1972 intitolata The Complete Birth of the Cool attribuito a Miles Davis and His Orchestra.

### La musica
La musica di questo album è considerata una svolta di reazione al bebop, il genere allora dominante nel jazz suonato nei locali della Cinquantaduesima strada e fu, secondo molti osservatori e critici, il primo e più importante esempio di quello che verrà poi chiamato cool jazz, stile che si svilupperà soprattutto in California tra i musicisti bianchi, che ebbe un altro illustre predecessore nell'esperienza nella prime formazioni di Dave Brubeck, ma che, nella New York nera, non ebbe molto seguito e fu presto soppiantato da un genere in parte antitetico, vero successore del bebop, noto come hard bop.
Benché la discontinuità con il bebop sia stata esagerata dai critici e molti dei musicisti coinvolti nel progetto fossero di estrazione bop (Charlie Parker stesso prese inizialmente parte alle discussioni a casa di Gil Evans) e continuassero a praticare lo stesso stile (alcuni non diedero per nulla seguito all'esperienza), è innegabile l'influenza che questi 12 brani ebbero sulla scuola californiana e sul cool jazz di cui Lee Konitz e Gerry Mulligan furono esponenti di punta per tutti gli anni cinquanta. Le formazioni californiane di Mulligan e Chet Baker non contemplavano il pianoforte riprendendo quanto sperimentato in alcuni pezzi del nonetto di Davis.

### The Complete Birth of the Cool
Nel 1998 fu pubblicata una versione allargata del disco, intitolata The Complete Birth of the Cool come l'edizione del 1972, contenente, oltre alle 12 tracce originali, una testimonianza delle esibizioni del primo nonetto al Royal Roost nel settembre 1948 rese disponibili grazie alle registrazioni effettuate durante alcune trasmissioni radiofoniche. La radio WMCA di New York aveva affidato infatti al disc jockey Symphony Sid un programma che prevedeva trasmissioni live in vari locali e tra queste ci furono anche quelle del nonetto di Miles Davis dal Royal Roost. L'interesse delle registrazioni è anche dovuta al fatto che sono compresi brani mai incisi successivamente in studio.

## Tracce
Classics in Jazz
Lato A
1. Jeru – 3:13 (Gerry Mulligan)
2. Moon Dreams – 3:19 (testo: Chummy MacGregor, Johnny Mercer – musica: G.Evans)
3. Venus de Milo – 3:13 (Gerry Mulligan)
4. Deception – 2:49 (testo: Miles Davis – musica: G.Mulligan)

Lato B
1. Godchild – 3:11 (George Wallington)
2. Rocker – 3:06 (Gerry Mulligan)
3. Israel – 2:18 (John Carisi)
4. Rouge – 3:15 (John Lewis)

Birth of the Cool
Lato A
1. Move – 2:33 (testo: Denzil Best – musica: J.Lewis)
2. Jeru – 3:13 (Gerry Mulligan)
3. Moon Dreams – 3:19 (testo: Chummy MacGregor, Johnny Mercer – musica: G.Evans)
4. Venus de Milo – 3:13 (Gerry Mulligan)
5. Budo – 2:34 (testo: Bud Powell, Miles Davis – musica: J.Lewis)
6. Deception – 2:49 (testo: Miles Davis – musica: G.Mulligan)

Lato B
1. Godchild – 3:11 (George Wallington)
2. Boplicity – 3:00 (testo: Cleo Henry – musica: G.Evans)
3. Rocker – 3:06 (Gerry Mulligan)
4. Israel – 2:18 (John Carisi)
5. Rouge – 3:15 (John Lewis)
6. Darn That Dream – 3:25 (testo: Eddie DeLange, James Van Heusen)

- Tracce A1, A2, A5 e B1 registrate il 21 gennaio 1949.
- Tracce A4, B2, B4 e B5 registrate il 22 aprile 1949.
- Tracce A3, A6, B3 e B6 registrate il 9 marzo 1950.
- Darn That Dream presente solo nelle riedizioni intitolate The Complete Birth of the Cool a partire dal 1972.

The Complete Birth of the Cool (the live session)
1. Birth of the Cool Theme – 0:19 (Gil Evans)
2. Synphony Sid announces the band
3. Move – 3:40 (Denzil Best)
4. Why Do I love You – 3:41 (testo: Oscar Hammerstein II, Jerome Kern – musica: J.Lewis)
5. Godchild – 5:15 (George Wallington)
6. Synphony Sid introduction – 0:27
7. S'il Vous Plait – 5:15 (John Lewis)
8. Moon Dreams – 5:06 (Chummy MacGregor, Johnny Mercer)
9. Budo (Hallucinations) – 1:25 (Bud Powell, Miles Davis)
10. Darn That Dream – 4:25 (Eddie DeLange, James Van Heusen)
11. Move – 4:48 (Denzil Best)
12. Moon Dreams – 3:46 (Chummy MacGregor, Johnny Mercer)
13. Budo (Hallucinations) – 4:23 (Bud Powell, Miles Davis)

- Tracce 1-9 registrate il 4 settembre 1948, tracce 10-13 il 18 settembre 1948, dal vivo al Royal Roost di New York.

## Formazione
Birth of the Cool
- Miles Davis - tromba
- Kai Winding - trombone (gennaio 1949)
- J. J. Johnson - trombone (aprile 1949, marzo 1950)
- Junior Collins - corno francese (gennaio 1949)
- Sandy Siegelstein - corno francese (aprile 1949)
- Gunther Schuller - corno francese (marzo 1950)
- Bill Barber - tuba
- Lee Konitz - sassofono contralto
- Gerry Mulligan - sassofono baritono
- Al Haig - pianoforte (gennaio 1949)
- John Lewis - pianoforte (aprile 1949, marzo 1950)
- Joe Shulman - contrabbasso (gennaio 1949)
- Nelson Boyd - contrabbasso (aprile 1949)
- Al McKibbon - contrabbasso (marzo 1950)
- Max Roach - batteria (gennaio 1949, marzo 1950)
- Kenny Clarke - batteria (aprile 1949)
- Kenny Hagood - voce (solo Darn That Dream)

The Complete Birth of the Cool (the live session)
- Miles Davis - tromba
- Mike Zwerin - trombone
- Junior Collins - corno francese
- Bill Barber - tuba
- Lee Konitz - sassofono contralto
- Gerry Mulligan - sassofono baritono
- John Lewis - pianoforte
- Al McKibbon - contrabbasso
- Max Roach - batteria
- Kenny Hagood - voce (solo Why Do I Love You e Darn That Dream)

## Edizioni
- 1954 – Miles Davis, Classics in Jazz, LP 10", Capitol Records H 459, LP 10" con 8 tracce
- 1957 – Miles Davis, Birth of the Cool, LP, Capitol Records T 762, LP 12" contenente le prime 11 tracce
- 1972 – Miles Davis and His Orchestra, Capitol Jazz Classics, Vol. 1: The Complete Birth of the Cool, LP, Capitol Records M-11026, contiene Darn That Dream
- 1998 – Miles Davis, The Complete Birth of the Cool, CD, Capitol Jazz 7243 4 94550 2 3

### Singoli
- 1949 – Miles Davis Orchestra, Move / Budo, 78gg, Capitol Records 15404
- 1949 – Miles Davis Orchestra, Jeru / Godchild, 78gg, Capitol Records 57-60005
- 1950 – Miles Davis Orchestra, Boplicity / Israel, 78gg, Capitol Records 57-60011
- 1950 – Miles Davis Orchestra, Venus de Milo / Darn That Dream, 78gg, Capitol Records 7-1221